# Fearless (Taylor's Version)
 (octobre 2021).
Pour les articles homonymes, voir Fearless.
Cet article concerne l'album réenregistré de Taylor Swift. Pour l'album d’origine de la même chanteuse, voir Fearless.
Albums de Taylor Swift
Evermore
(2020) Red (Taylor's Version)
(2021)
Singles
1. Love Story (Taylor's Version)
Sortie : 12 février 2021
2. You All Over Me (feat Maren Morris) (Taylor's Version) (From The Vault)
Sortie : 26 mars 2021
3. Mr. Perfectly Fine (Taylor's Version) (From The Vault)
Sortie : 7 avril 2021

Fearless (Taylor's Version) est le premier réenregistrement de la chanteuse américaine Taylor Swift, sorti le 9 avril 2021, sous le label Republic Records. Il s'agit d'un réenregistrement du deuxième album studio de Swift, Fearless (2008), et du premier des six albums réenregistrés que Swift prévoit de sortir, à la suite du différend concernant la propriété des droits de ses six premiers albums studio, idée que lui a soumise Émilie Simon par le biais d'un de leurs musiciens communs.
L'album se compose de versions réenregistrées des 19 titres de l'édition platine de Fearless, le single Today Was a Fairytale de Swift en 2010, et 6 autres chansons inédites "From the Vault" non incluses sur la version originale. Recréant l'instrumentation de l'enregistrement de 2008, l'album a été produit par Swift, Christopher Rowe, Jack Antonoff et Aaron Dessner. Sur les 26 chansons, 12 ont été écrites uniquement par Swift. Colbie Caillat, Maren Morris et Keith Urban ont également collaboré sur l'album.
Fearless (Taylor's Version) a été précédé de trois singles, tous entrés dans le top 10 du classement Billboard Hot Country Songs : Love Story (Taylor's Version) a atteint la première place du classement, You All Over Me s'est classé à la sixième place, suivi par Mr. Perfectly Fine atteignant la deuxième place. L'album a été acclamé par la critique, en mettant l'accent sur son sentiment nostalgique, la voix mûre de Swift et une production plus nette. Il a atteint la première place en Australie, au Canada, en Irlande, en Nouvelle-Zélande, en Écosse, au Royaume-Uni et aux États-Unis, devenant ainsi le premier album réenregistré jamais enregistré en tête du classement Billboard 200.

## Contexte et sortie
Taylor Swift sort son second album studio, Fearless, le 11 novembre 2008. Il est distribué par le label américain Big Machine Records. L’album place cinq de ses titres dans le top 10 du Billboard Hot 100, dont les singles Love Story et You Belong with Me, et propulse Taylor Swift sur le devant de la scène. Fearless devient l’album country le plus récompensé de l’histoire, puisqu’il gagne quatre Grammy Awards durant la 52e cérémonie en 2010, dont le Grammy Award de l'album de l'année. L’album a été certifié disque de diamant par le Recording Industry Association of America,,.
En 2018, après avoir enregistré six albums studios sous le label Big Machine Records, son contrat avec celui-ci expire. Elle signe un nouveau contrat avec le label Republic Records, qui est une division d’Universal Music Group.
En 2019, Big Machine Records est racheté par l’entrepreneur et agent artistique américain Scooter Braun, et sa compagnie Ithaca Holdings. Avec cette acquisition, les droits des six premiers albums de Taylor Swift (dont Fearless) reviennent à Scooter Braun. Il a alors la propriété des masters, c’est-à-dire l’enregistrement principal des différentes chansons ; ainsi toutes les copies destinées à la vente et à la distribution (versions digitales sur les plateformes de streaming ou de téléchargement, versions physiques sur CDs, vinyles…) sont également sa propriété.
En août 2019, Taylor Swift dénonce ce rachat, et annonce son intention de réenregistrer ses six premiers albums, afin d’en détenir à nouveau les masters.
En novembre 2020, Braun vend les masters à Shamrock Holdings, un fonds d'investissements privé détenu par Disney, mais Braun et Ithaca Holdings continue à récolter les bénéfices financiers provenant des albums grâce aux conditions de vente imposées.

## Single et promotion
Le 11 février, la veille de la sortie du premier single, elle annonce Fearless (Taylor's Version) et que Love Story (Taylor's Version) était le premier single et qu'il sortirait le lendemain. Elle dit que le nombre de pistes serait de 26 et appelle les nouvelles chansons Bonus Track... (From The Vault). Le deuxième single est en duo avec la chanteuse Maren Morris, You All Over Me qui sort le 26 mars 2021. Le troisième single est sorti le 7 avril 2021 un peu par surprise, il s'appelle Mr Perfectly Fine.
Le 2 avril elle lance un défi à ses fans en leur donnant des phrases à décoder qui devaient donner les noms des bonus. Le 8 avril 2021 elle tease des chansons dans l'émission Good Morning America et sur ses réseaux sociaux.

## Liste des pistes
Tous les titres sont suivis de l'appellation « Taylor's Version ». Les chansons 21, 22, 23, 24, 25 et 26 sont suivis en plus de « From The Vault », c'est-à-dire les chansons qui n'avaient pas fait la tracklist à la sortie de l'album en 2008.
| Fearless (Taylor's Version) – Édition standard | Fearless (Taylor's Version) – Édition standard | Fearless (Taylor's Version) – Édition standard | Fearless (Taylor's Version) – Édition standard | Fearless (Taylor's Version) – Édition standard | Fearless (Taylor's Version) – Édition standard | Fearless (Taylor's Version) – Édition standard | Fearless (Taylor's Version) – Édition standard | Fearless (Taylor's Version) – Édition standard | Fearless (Taylor's Version) – Édition standard |
| No                                             | Titre                                          | Durée                                          |                                                |                                                |                                                |                                                |                                                |                                                |                                                |
| ---------------------------------------------- | ---------------------------------------------- | ---------------------------------------------- | ---------------------------------------------- | ---------------------------------------------- | ---------------------------------------------- | ---------------------------------------------- | ---------------------------------------------- | ---------------------------------------------- | ---------------------------------------------- |
| 1.                                             | Fearless                                       | 4:01                                           |                                                |                                                |                                                |                                                |                                                |                                                |                                                |
| 2.                                             | Fifteen                                        | 4:54                                           |                                                |                                                |                                                |                                                |                                                |                                                |                                                |
| 3.                                             | Love Story                                     | 3:55                                           |                                                |                                                |                                                |                                                |                                                |                                                |                                                |
| 4.                                             | Hey Stephen                                    | 4:14                                           |                                                |                                                |                                                |                                                |                                                |                                                |                                                |
| 5.                                             | White Horse                                    | 3:54                                           |                                                |                                                |                                                |                                                |                                                |                                                |                                                |
| 6.                                             | You Belong with Me                             | 3:51                                           |                                                |                                                |                                                |                                                |                                                |                                                |                                                |
| 7.                                             | Breathe (featuring Colbie Caillat)             | 4:23                                           |                                                |                                                |                                                |                                                |                                                |                                                |                                                |
| 8.                                             | Tell Me Why                                    | 3:20                                           |                                                |                                                |                                                |                                                |                                                |                                                |                                                |
| 9.                                             | You're Not Sorry                               | 4:21                                           |                                                |                                                |                                                |                                                |                                                |                                                |                                                |
| 10.                                            | The Way I Loved You                            | 4:04                                           |                                                |                                                |                                                |                                                |                                                |                                                |                                                |
| 11.                                            | Forever & Always                               | 3:45                                           |                                                |                                                |                                                |                                                |                                                |                                                |                                                |
| 12.                                            | The Best Day                                   | 4:05                                           |                                                |                                                |                                                |                                                |                                                |                                                |                                                |
| 13.                                            | Change                                         | 4:40                                           |                                                |                                                |                                                |                                                |                                                |                                                |                                                |
| 14.                                            | Jump Then Fall                                 | 3:57                                           |                                                |                                                |                                                |                                                |                                                |                                                |                                                |
| 15.                                            | Untouchable                                    | 5:12                                           |                                                |                                                |                                                |                                                |                                                |                                                |                                                |
| 16.                                            | Forever & Always (piano version)               | 4:27                                           |                                                |                                                |                                                |                                                |                                                |                                                |                                                |
| 17.                                            | Come In with the Rain                          | 3:57                                           |                                                |                                                |                                                |                                                |                                                |                                                |                                                |
| 18.                                            | Superstar                                      | 4:23                                           |                                                |                                                |                                                |                                                |                                                |                                                |                                                |
| 19.                                            | The Other Side of the Door                     | 3:58                                           |                                                |                                                |                                                |                                                |                                                |                                                |                                                |
| 20.                                            | Today Was a Fairytale                          | 4:01                                           |                                                |                                                |                                                |                                                |                                                |                                                |                                                |
| 21.                                            | You All Over Me (featuring Maren Morris)       | 3:40                                           |                                                |                                                |                                                |                                                |                                                |                                                |                                                |
| 22.                                            | Mr. Perfectly Fine                             | 4:37                                           |                                                |                                                |                                                |                                                |                                                |                                                |                                                |
| 23.                                            | We Were Happy                                  | 4:04                                           |                                                |                                                |                                                |                                                |                                                |                                                |                                                |
| 24.                                            | That's When (featuring Keith Urban)            | 3:09                                           |                                                |                                                |                                                |                                                |                                                |                                                |                                                |
| 25.                                            | Don't You                                      | 3:28                                           |                                                |                                                |                                                |                                                |                                                |                                                |                                                |
| 26.                                            | Bye Bye Baby                                   | 4:02                                           |                                                |                                                |                                                |                                                |                                                |                                                |                                                |
| 106:20                                         |                                                |                                                |                                                |                                                |                                                |                                                |                                                |                                                |                                                |

| Fearless (Taylor's Version) – Édition deluxe | Fearless (Taylor's Version) – Édition deluxe | Fearless (Taylor's Version) – Édition deluxe | Fearless (Taylor's Version) – Édition deluxe | Fearless (Taylor's Version) – Édition deluxe | Fearless (Taylor's Version) – Édition deluxe | Fearless (Taylor's Version) – Édition deluxe | Fearless (Taylor's Version) – Édition deluxe | Fearless (Taylor's Version) – Édition deluxe | Fearless (Taylor's Version) – Édition deluxe |
| No                                           | Titre                                        | Durée                                        |                                              |                                              |                                              |                                              |                                              |                                              |                                              |
| -------------------------------------------- | -------------------------------------------- | -------------------------------------------- | -------------------------------------------- | -------------------------------------------- | -------------------------------------------- | -------------------------------------------- | -------------------------------------------- | -------------------------------------------- | -------------------------------------------- |
| 27.                                          | Love Story (Elvira Remix)                    | 3:53                                         |                                              |                                              |                                              |                                              |                                              |                                              |                                              |
| 110:13                                       |                                              |                                              |                                              |                                              |                                              |                                              |                                              |                                              |                                              |

## Classements

### Classements hebdomadaires
| Classement (2021-2024)                     | Meilleure place |
| ------------------------------------------ | --------------- |
| Allemagne (Media Control AG)               | 45              |
| Australie (ARIA)                           | 1               |
| Autriche (Ö3 Austria Top 40)               | 15              |
| Belgique (Flandre Ultratop)                | 3               |
| Belgique (Wallonie Ultratop)               | 8               |
| Canada (Canadian Albums Chart)             | 1               |
| Danemark (Tracklisten)                     | 8               |
| Écosse (OCC)                               | 1               |
| Espagne (Promusicae)                       | 3               |
| États-Unis (Billboard 200)                 | 1               |
| États-Unis (Top Country Albums)            | 1               |
| Finlande (Suomen virallinen lista)         | 22              |
| France (SNEP)                              | 26              |
| Irlande (Irish Albums Chart)               | 1               |
| Italie (FIMI)                              | 12              |
| Japon (Oricon)                             | 13              |
| Nouvelle-Zélande (RIANZ)                   | 1               |
| Pays-Bas (Mega Album Top 100)              | 2               |
| Portugal (AFP)                             | 2               |
| Royaume-Uni (UK Albums Chart)              | 1               |
| Royaume-Uni (Country Artists Albums Chart) | 1               |
| Suède (Sverigetopplistan)                  | 17              |

## Certifications
| Pays          | Certification | Unités certifiées |
| ------------- | ------------- | ----------------- |
| France (SNEP) | Or            | 50 000            |